# Labradori farkas
A labradori farkas (Canis lupus labradorius), a szürke farkas (Canis lupus) észak-amerikai alfaja.
Kanadában, a Labrador-félsziget vidékén él.
Sötétszürkétől a majdnem fehérig terjedhet a színe.
Közepes termetű alfaj.